# Penns Grove
Penns Grove is een plaats (borough) in de Amerikaanse staat New Jersey, en valt bestuurlijk gezien onder Salem County.

## Demografie
Bij de volkstelling in 2000 werd het aantal inwoners vastgesteld op 4886.
In 2006 is het aantal inwoners door het United States Census Bureau geschat op 4797, een daling van 89 (-1,8%).

## Geografie
Volgens het United States Census Bureau beslaat de plaats een oppervlakte van
2,4 km², geheel bestaande uit land. Penns Grove ligt op ongeveer 6 m boven zeeniveau.

## Plaatsen in de nabije omgeving
De onderstaande figuur toont nabijgelegen plaatsen in een straal van 8 km rond Penns Grove.

## Geboren
- John Forsythe (1918-2010), acteur
- Don Bragg (15 mei 1935), polsstokhoogspringer